# Yann Boé-Kane
Yann Boé-Kane (Angoulême, 5 aprile 1991) è un calciatore francese, centrocampista svincolato.

## Carriera
Ha giocato nella seconda divisione francese e, per una stagione, nella prima divisione greca.